# زيزن
زيزن (بالألمانية: Seesen) هي بلدة ألمانية تقع في مقاطعة  جوسلار في ولاية سكسونيا السفلى, ألمانيا. يقدر عدد سكانها بـ 20,774 نسمة .

## المدن التوأمة
مدن كاربينتراس، Thale، وانتج ‏، Montecorvino Rovella و Rauna هي مدن توأمة لـزيزن.

## أعلام
- فرانشيسكا بوش